# Jean Henri Hassenfratz
Jean Henri Hassenfratz (Paris, 20 de dezembro de 1755 — Paris, 26 de fevereiro de 1827) foi um mineralogista, físico, químico e político francês.

## Obras
- École d'exercice, ou manuel militaire de l'infanterie, cavalerie et artillerie nationale (Paris 1790; publicado logo depois como
- Catéchisme militaire, ou manuel du garde national, Paris 1790) e
- Cours révolutionnaire d'administration militaire (Paris 1794).
- Sidérotechnie, ou l'art de traiter les minéraux de fer, pour en obtenir de la fonte, du fer et de l'acier (Paris 1812, 4 volumes);
- Dictionnaire physique de l'Encyclopédie (Paris 1816-21, 4 volumes);
- Neues System der ... chemischen Zeichen. Jean Henri Hassenfratz e Pierre Auguste Adet. In: Methode der chemischen Nomenklatur (Methode de nomenclature chimique). Viena, 1793.
- System der chemischen Zeichen für die antiphlogistische Chemie und ihre Nomenklatur / por Jean Henri Hassenfratz e Pierre Auguste Adet. Zum Gebrauche deutscher Scheidekünstler ... Editado por Karl Frh. von Meldinger. Viena : Wappler in Komm, 1793 (Nouveau Système de caractères chimiques).
  - Das Wichtigste aus der Eisenhüttenkunde. Übers. u. mit Anm. begleitet v. Traugott Lebr. Hasse. 2 volumes, Leipzig: Baumgärtner, 1820-1821.
- Èncyclopédie Méthodique (Dictionnaire de Physique). Paris 1816-21, 4 volumes.
- Traité théorique et pratique de l'art de calciner la pierre calcaire, et de fabriquer toutes sortes de mortiers, ciments, bétons etc., soit à bras d'hommes, soit à l'aide de machines. Paris, 1825.